# پز عالی
پز عالی نام یک کتاب ادبی است که توسط او. هنری، نویسندهٔ اهل ایالات متحده آمریکا نوشته شده‌است. این کتاب یکی از آثار مشهور ادبی جهان است.